# Херрндорф, Питер
Питер А. Херрндорф CC Ont (англ. Peter A. Herrndorf; 27 октября 1940, Амстердам, Нидерланды — 18 февраля 2023, Торонто, Канада) — канадский юрист и медиамагнат. Был президентом и главным исполнительным директором Национального центра искусств в Оттаве. Компаньон Ордена Канады (2017).

## Биография
Родился в 27 октября 1940 года в Амстердаме, Нидерланды. В 1962 году окончил Манитобский университет, получив степень бакалавра искусств в области политологии и английского языка в Университете Манитобы. В 1965 году окончил юридический факультет Университета Дэлхаузи. В 1970 году получил степень магистра делового администрирования в Гарвардской школе бизнеса.
В 1965 году, вскоре после окончания Университета Дэлхаузи, начал работу в подразделении Канадской телерадиовещательной корпорации (CBC) в Виннипеге в качестве телевизионного репортёра и редактора. В том же году перешёл в филиал CBC в Эдмонтоне в качестве продюсера новостных программ. С 1967 года работал в Торонто в качестве продюсера шоу The Way It Is.
В 1979 году Херрндорф стал специальным помощником вице-президента и генерального директора CBC English Network, позже стал главой новостного подразделения CBC, а затем — вице-президентом компании. В заслуги Херрндорфу ставят создание ночной общественно-политической программы The Journal, а также перевод другой подобной программы,The National, на более рейтинговое время вещания — с 23 до 22 часов.
С 1983 по 1992 годы был издателем журнала Toronto Life, с 1992 по 1999 год — председателем и главным исполнительным директором TVOntario.
Являлся президентом и главным исполнительным директором Национального центра искусств в Оттаве. В 2005 году был назначен в совет директоров CBC на пятилетний срок. Также входит в совет управляющих Оттавского университета.
30 июня 2017 года было объявлено, что генерал-губернатор Дэвид Джонстон назвал его кавалером Ордена Канады за «его преобразующее лидерство в художественном сообществе Канады и за его неизменную приверженность созданию процветающей национальной художественной сцены».
Умер 18 февраля 2023 года в возрасте 82 года.

## Семья
Питер Херрндорф женат на Еве Циглер (англ. Eva Czigler). В их семье двое детей — Кэтрин и Мэтью Херрндорф.

## Награды
- Орден Канады
  - офицер (1993)
  - компаньон (30.06.2017 генерал-губернатор Дэвид Джонстон объявил о награждении, награда присвоена 24.01.2018[5]) — «за его преобразующее лидерство в художественном сообществе Канады и его неизменную приверженность созданию процветающей национальной художественной сцены»[6]
- Орден Онтарио[англ.] (2007) — «за революцию в организации канадского телевещания, издательского дела и исполнительского искусства, в частности за работу в таких организациях, как CBC, журнал Toronto Life, TV Ontario и Национальный центр искусств»[7][8].
- почётный доктор права Йоркского университета (1989)
- почётный доктор права Виннипегского университета (1993)
- почётный доктор права Университета Дэлхаузи (2000)
- Премия Джона Дрейни[англ.] (1998)